# Östliche Lipo
Die Östlichen Lipo (andere Bezeichnungen: Schwarze Lisu, Heipo, Lipoo) sind eine Lipo sprechende ethnische Gruppe in China.
Lipo wird als Birmanische Sprache bezeichnet, wobei die Östlichen Lipo innerhalb der Lipo in Unterzahl sind. Offiziell werden sie unter die Yi oder die Lisu gefasst. Sie leben in den Provinzen Yunnan und Sichuan, vor allem in den Kreisen Wuding und Yuanmou. Weitere Kreise mit Östlichen Lipo gibt es in Yunnan mit Luquan und in Sichuan mit den Kreisen Huili, Huidong und Pingdi.
Es gibt etwa 100 000 Östliche Lipo. 1995 war ein einschneidendes Erdbeben im Kreis Wuding.
Viele der Östlichen Lipo sind Christen, andere sind Anhänger einer animistischen Lokalreligion. Die Gha-Mu und die A-Hmao sind weitere Volksgruppen in China mit hohem Christenanteil. In China gibt es Christenverfolgung, christliche Östliche Lipo litten in den 1960er und 1970er Jahren unter starker Verfolgung.

## Nachweise
- Ethnologue